# Listă de prefixe telefonice ale statului Alabama

Zonele acoperite de prefixele telefonice ale statului

Statul american Alabama este deservit de cinci prefixe telefonice.
- La data introducerii primului prefix telefonic al statului, la 1 ianuarie 1947, prefixul 205 acoperea întreg statul.
- În 1995, prefixul 334 a fost creat pentru a acoperi jumătate sudică a statului.  Ulterior, prefixul 205 a fost divizat în continuare, nordului și estului statului fiindu-le alocate prefixul 256.
- În 2001, în partea sud-vestică a statului Alabama, prin scindarea prefixului 334, s-a creat prefixul telefonic 251.
- Un al cincilea prefix telefonic, prefixul 938, a fost introdus în iulie 2010 pentru a dubla prefixul 256, peste care se suprapune (în engleză overlaying).

## Actualele prefixele telefonice
Actualele prefixele telefonice ale statului Alabama sunt 205, 334, 205, 256 / 938 și 251.
| Prefixe   | Înființate                      | Regiune | Hartă | Referințe         |
| --------- | ------------------------------- | --- | ----- | ----------------- |
| 205       | 1 ianuarie 1947                 | Prefixul acoperă partea centrală și vestică a statului incluzând localitățile Birmingham, Tuscaloosa, Hoover, Northport, Jasper, Oneonta, Clanton și Pell City. Înainte de crearea prefixului 334, la 15 ianuarie 1999, acoperise întreg statul. |       | [ 1 ]             |
| 334       | 15 ianuarie 1995                | Prefixul acoperă partea centrală și sud-estică a statului, incluzând localitățile Montgomery, Auburn-Opelika, Dothan, Valley și Selma. Prefixul acoperise inițial întreaga parte sudică a statului, până la crearea prefixului 251, care l-a divizat. |       | [ 2 ]             |
| 256 / 938 | 23 martie 1998 și 10 iulie 2010 | Prefixul acoperă partea nordică și central-estică a statului, incluzând localitățile Huntsville-Decatur, Florence-Muscle Shoals, Gadsden, Anniston, Alexander City și Sylacauga. Prefixul telefonic 938 este o suprapunere a prefixului 256. Formarea numerelor cu 10 cifre a început în iunie 2010, iar numere cu prefixul "938" au fost atribuite începând cu 10 iulie 2010. |       | [ 3 ] [ 4 ] [ 5 ] |
| 251       | 18 iunie 2001                   | Prefixul acoperă partea sud-vestică a statului, incluzând localitățile Mobile, Monroeville, Atmore, Gulf Shores și Daphne. |       | [ 6 ]             |

## Propuneri
- 659 — Prefixul telefonic 659 a fost propus, în 2001, ca un prefix de dublare  pentru zonele acoperite de prefixul 205. Propunerea a fost suspendată indefinit de către Alabama Public Service Commission după ce propunerea nu a îndeplinit sufragiul exprimat. [7] La data de 31 martie 2008, agenția North American Numbering Plan Administrator califica prefixul 205 ca nefiind în pericol de a-și epuiza numerele sale. [8]